# 3636 Pajdušáková
A 3636 Pajdušáková (ideiglenes jelöléssel 1982 UJ2) a Naprendszer kisbolygóövében található aszteroida. Antonín Mrkos fedezte fel 1982. október 17-én.